# Pop! OS
Pop!_OS is een vrije en opensource-Linuxdistributie die op Ubuntu is gebaseerd. Het besturingssysteem verscheen op 27 oktober 2017 en wordt ontwikkeld door de Amerikaanse computerfabrikant System76. De Linuxdistributie focust op een out-of-the-box ervaring die weinig aanpassingen en configuratie vereist en compatibel is met diverse vormen van (o.a. propriëtaire) hardware en drivers.
Pop!_OS komt standaard met de GNOME-desktopomgeving en biedt ondersteuning voor grafische processors van zowel AMD als Nvidia. Het wordt daardoor vaak gezien als een Linuxversie geschikt voor het spelen van computerspellen en grafisch werk. Er worden verschillende versies ter download aangeboden, waarvan een standaardversie, een met propriëtaire GPU-drivers voor NVIDIA-hardware en een uitvoering voor de Raspberry Pi 4.
Het besturingssysteem biedt verder standaard schijfencryptie, bureaubladbeheer, sneltoetsen voor navigatie en opties voor energiebeheer. Het bevat een reeks ingebouwde software, waaronder LibreOffice (kantoorsoftware), Firefox (webbrowser) en Geary (e-mailclient). Aanvullende software kan worden geïnstalleerd met APT (pakketbeheer) en sinds de 22.04 versie aanvullend via een grafische applicatiewinkel onder de noemer "Pop_Shop".

## Geschiedenis
Nadat Canonical in mei 2017 aankondigde te switchen naar de GNOME-desktopomgeving waar eerder de Unity-desktopomgeving gebruikt werd in Linuxdistributie Ubuntu, kondigde System76 een nieuw pakket aan onder de naam "Pop". Het bedrijf kondigde later, in juni 2017, aan dat het zijn eigen Linux-distributie zou maken op basis van Ubuntu genaamd Pop!_OS. Sindsdien kunnen kopers van System76 hardware kiezen tussen Ubuntu en Pop!_OS, welke beide ook los te downloaden zijn om op andere apparaten te installeren. Eind 2021 bevestigde een System76 medewerker op Reddit dat System76 bezig is met het ontwikkelen van een eigen gebruikersomgeving. Dit systeem zou geschreven worden in programmeertaal Rust en zou GNOME op termijn kunnen vervangen.

## Versiegeschiedenis
| Versie    | Datum            | Status                       |
| --------- | ---------------- | ---------------------------- |
| 17.10     | 27 oktober 2017  | Oude versie                  |
| 18.04 LTS | 30 april 2018    | Oude versie                  |
| 18.10     | 19 oktober 2018  | Oude versie                  |
| 19.04     | 20 april 2019    | Oude versie                  |
| 19.10     | 19 oktober 2019  | Oude versie                  |
| 20.04 LTS | 30 april 2020    | Oude versie nog in onderhoud |
| 20.10     | 23 oktober 2020  | Oude versie                  |
| 21.04     | 29 juni 2021     | Oude versie                  |
| 21.10     | 14 december 2021 | Oude versie                  |
| 22.04 LTS | 25 april 2022    | Huidige versie               |